# Triple-double
Le triple-double est une expression d'origine américaine utilisée au basket-ball pour définir une performance individuelle lors d'un match dans lequel un joueur a enregistré au moins dix unités dans trois des cinq catégories statistiques suivantes : points, rebonds, passes décisives, mais aussi interceptions et contres.

## Description
L'origine étymologique vient de l'anglais américain. En effet double dans l'expression est un raccourci pour double digit en anglais, soit deux chiffres, qui est la particularité des nombres supérieurs ou égaux à 10. La durée des rencontres en NBA est de 48 minutes alors que dans les compétitions FIBA, la durée d'une rencontre est de 40 minutes. Les statistiques dans une rencontre NBA sont donc plus élevées qu'ailleurs ce qui explique qu'on trouve le plus de triple-doubles en NBA.
Jusqu'aux années 1970, les contres et les interceptions n'étaient pas comptés, ce qui a pu priver des joueurs des premières époques de la NBA de records. Le premier triple-double enregistré en NBA est attribué à Andy Phillip, joueur des Warriors de Philadelphie, le 14 décembre 1950. Il marque 17 points, avec 10 rebonds et 10 passes décisives.
L'expression triple-double est due à Bruce Jolesch, attaché de presse des Lakers de Los Angeles en 1981, alors qu'il cherchait un terme pour qualifier les performances de Magic Johnson qui multipliait les matches avec au moins 10 points, 10 rebonds et 10 passes.

## Triple-double en NBA

### Leaders historiques
|  | Joueur encore en activité                              |
|  | Intronisé au Naismith Memorial Basketball Hall of Fame |

| Rang | Nom                   | Triple-doubles |
| ---- | --------------------- | -------------- |
| 1    | Russell Westbrook     | 204            |
| 2    | Oscar Robertson       | 181            |
| 3    | Nikola Jokić          | 164            |
| 4    | Magic Johnson         | 138            |
| 5    | LeBron James          | 122            |
| 6    | Jason Kidd            | 107            |
| 7    | Luka Dončić           | 81             |
| 8    | James Harden          | 80             |
| 9    | Wilt Chamberlain      | 78             |
| 10   | Domantas Sabonis      | 68             |
| 11   | Larry Bird            | 59             |
| 12   | Giánnis Antetokoúnmpo | 56             |
| 13   | Fat Lever             | 43             |
| 14   | Bob Cousy             | 33             |
| 14   | Ben Simmons           | 33             |
| 16   | Draymond Green        | 32             |
| 16   | Rajon Rondo           | 32             |
| 18   | John Havlicek         | 31             |
| 19   | Grant Hill            | 29             |
| 20   | Michael Jordan        | 28             |

| Rang | Nom               | Triple-doubles |
| ---- | ----------------- | -------------- |
| 1    | Magic Johnson     | 30             |
| 2    | LeBron James      | 28             |
| 3    | Nikola Jokić      | 21             |
| 4    | Russell Westbrook | 12             |
| 5    | Jason Kidd        | 11             |
| 6    | Larry Bird        | 10             |
| 6    | Draymond Green    | 10             |
| 6    | Rajon Rondo       | 10             |
| 6    | Luka Dončić       | 10             |
| 10   | Wilt Chamberlain  | 9              |
| 11   | Oscar Robertson   | 8              |
| 12   | John Havlicek     | 5              |
| 13   | Charles Barkley   | 4              |
| 13   | Elgin Baylor      | 4              |
| 13   | Tim Duncan        | 4              |
| 13   | Walt Frazier      | 4              |
| 13   | James Harden      | 4              |
| 13   | Scottie Pippen    | 4              |

### Triple-doubles en une saison
Russell Westbrook détient le record du plus grand nombre de triple-doubles enregistrés sur une saison régulière, avec un total de 42 triple-doubles réalisés au cours de la saison 2016-2017,.
Nikola Jokić, lui, détient le record du plus grand nombre de triple-doubles enregistrés sur une saison de playoffs, avec un total de 10 triple-doubles réalisés au cours des Playoffs NBA 2023.
| Rang | Nom                   | Total | Équipe                  | Saison    |
| ---- | --------------------- | ----- | ----------------------- | --------- |
| 1    | Russell Westbrook (1) | 42    | Thunder d'Oklahoma City | 2016-2017 |
| 2    | Oscar Robertson (1)   | 41    | Royals de Cincinnati    | 1961-1962 |
| 3    | Russell Westbrook (2) | 38    | Wizards de Washington   | 2020-2021 |
| 4    | Russell Westbrook (3) | 34    | Thunder d'Oklahoma City | 2018-2019 |
| 4    | Nikola Jokić (1)      | 34    | Nuggets de Denver       | 2024-2025 |
| 6    | Wilt Chamberlain (1)  | 31    | 76ers de Philadelphie   | 1967-1968 |
| 7    | Nikola Jokić (2)      | 29    | Nuggets de Denver       | 2022-2023 |
| 8    | Oscar Robertson (2)   | 26    | Royals de Cincinnati    | 1960-1961 |
| 8    | Oscar Robertson (3)   | 26    | Royals de Cincinnati    | 1963-1964 |
| 8    | Domantas Sabonis      | 26    | Kings de Sacramento     | 2023-2024 |
| 11   | Russell Westbrook (4) | 25    | Thunder d'Oklahoma City | 2017-2018 |
| 11   | Nikola Jokić (3)      | 25    | Nuggets de Denver       | 2023-2024 |
| 13   | Oscar Robertson (4)   | 22    | Royals de Cincinnati    | 1964-1965 |
| 13   | Wilt Chamberlain (2)  | 22    | 76ers de Philadelphie   | 1966-1967 |
| 13   | James Harden          | 22    | Rockets de Houston      | 2016-2017 |
| 16   | Luka Dončić           | 21    | Mavericks de Dallas     | 2023-2024 |

| Rang | Nom               | Total | Équipe                   | Saison |
| ---- | ----------------- | ----- | ------------------------ | ------ |
| 1    | Nikola Jokić      | 10    | Nuggets de Denver        | 2023   |
| 2    | Wilt Chamberlain  | 7     | 76ers de Philadelphie    | 1967   |
| 2    | Luka Dončić       | 7     | Mavericks de Dallas      | 2024   |
| 4    | Magic Johnson (1) | 6     | Lakers de Los Angeles    | 1982   |
| 4    | Draymond Green    | 6     | Warriors de Golden State | 2019   |
| 6    | Oscar Robertson   | 5     | Royals de Cincinnati     | 1963   |
| 6    | Magic Johnson (2) | 5     | Lakers de Los Angeles    | 1984   |
| 6    | Magic Johnson (3) | 5     | Lakers de Los Angeles    | 1980   |
| 6    | LeBron James (1)  | 5     | Lakers de Los Angeles    | 2020   |
| 10   | Magic Johnson (4) | 4     | Lakers de Los Angeles    | 1991   |
| 10   | Jason Kidd        | 4     | Nets du New Jersey       | 2002   |
| 10   | Rajon Rondo       | 4     | Celtics de Boston        | 2012   |
| 10   | LeBron James (2)  | 4     | Cavaliers de Cleveland   | 2018   |
| 10   | Nikola Jokić (2)  | 4     | Nuggets de Denver        | 2019   |

### Triple-double de moyenne en saison régulière
Seuls trois joueurs ont réussi à enregistrer des saisons avec un triple-double de moyenne, Oscar Robertson en premier et Russell Westbrook qui l'a réalisé à quatre reprises et enfin Nikola Jokić.
| Saison    | Nom               | Matchs | Points | Rebonds | Passes décisives |
| --------- | ----------------- | ------ | ------ | ------- | ---------------- |
| 1961-1962 | Oscar Robertson   | 79     | 30,8   | 12,5    | 11,4             |
| 2016-2017 | Russell Westbrook | 81     | 31,6   | 10,7    | 10,4             |
| 2017-2018 | Russell Westbrook | 80     | 25,4   | 10,1    | 10,3             |
| 2018-2019 | Russell Westbrook | 73     | 22,9   | 11,1    | 10,7             |
| 2020-2021 | Russell Westbrook | 65     | 22,2   | 11,5    | 11,7             |
| 2024-2025 | Nikola Jokić      | 70     | 29,6   | 12,7    | 10,2             |

### Triple-double de moyenne en playoffs
Trois joueurs ont enregistré une campagne de playoffs avec un triple-double de moyenne, le premier est Oscar Robertson, Jason Kidd est le second à le réaliser et Russell Westbrook l'a fait à deux reprises.
| Playoffs | Nom               | Matchs | Points | Rebonds | Passes décisives |
| -------- | ----------------- | ------ | ------ | ------- | ---------------- |
| 1962     | Oscar Robertson   | 4      | 28,8   | 11,0    | 11,0             |
| 2007     | Jason Kidd        | 12     | 14,6   | 10,9    | 10,9             |
| 2017     | Russell Westbrook | 5      | 37,4   | 11,6    | 10,8             |
| 2021     | Russell Westbrook | 5      | 19,0   | 10,4    | 11,8             |

### Triple-double sans tir manqué
Dix joueurs ont réussi l'exploit de réaliser un triple-double dans un match NBA, sans rater un seul tir au cours du match (sans prendre en compte les lancers francs).
| Date             | Nom                   | Équipe                    | Points | Rebonds | Passes décisives | Interceptions | Contres | Réf.   |
| ---------------- | --------------------- | ------------------------- | ------ | ------- | ---------------- | ------------- | ------- | ------ |
| 17 février 1966  | Wilt Chamberlain      | 76ers de Philadelphie     | 30     | 15      | 13               | -             | -       | [ 9 ]  |
| 24 février 1967  | Wilt Chamberlain (2)  | 76ers de Philadelphie     | 42     | 30      | 10               | -             | -       | [ 10 ] |
| 11 novembre 1967 | Wilt Chamberlain (3)  | 76ers de Philadelphie     | 16     | 28      | 12               | -             | -       | [ 11 ] |
| 20 mars 1970     | Wes Unseld            | Bullets de Baltimore      | 16     | 30      | 13               | -             | -       | [ 12 ] |
| 28 mars 2000     | Bo Outlaw             | Magic d'Orlando           | 10     | 14      | 10               | 0             | 4       | [ 13 ] |
| 27 novembre 2015 | Draymond Green        | Warriors de Golden State  | 14     | 10      | 10               | 1             | 2       | [ 14 ] |
| 31 janvier 2015  | Draymond Green (2)    | Warriors de Golden State  | 20     | 10      | 10               | 2             | 2       | [ 15 ] |
| 22 mars 2017     | Russell Westbrook     | Thunder d'Oklahoma City   | 18     | 11      | 14               | 0             | 2       | [ 16 ] |
| 20 octobre 2018  | Nikola Jokić          | Nuggets de Denver         | 35     | 11      | 11               | 4             | 1       | [ 17 ] |
| 1er avril 2019   | Evan Turner           | Trail Blazers de Portland | 13     | 11      | 10               | 1             | 0       | [ 18 ] |
| 3 mars 2021      | T. J. McConnell       | Pacers de l'Indiana       | 16     | 4       | 13               | 10            | 1       | [ 19 ] |
| 31 décembre 2021 | Robert Williams III   | Celtics de Boston         | 10     | 11      | 10               | 2             | 5       | [ 20 ] |
| 9 janvier 2023   | Nikola Jokić (2)      | Nuggets de Denver         | 14     | 11      | 16               | 1             | 1       | [ 21 ] |
| 19 mars 2023     | Giánnis Antetokoúnmpo | Bucks de Milwaukee        | 22     | 12      | 10               | 0             | 2       | [ 22 ] |
| 28 décembre 2023 | Nikola Jokić (3)      | Nuggets de Denver         | 26     | 14      | 10               | 0             | 2       | [ 23 ] |
| 11 janvier 2024  | Josh Giddey           | Thunder d'Oklahoma City   | 13     | 10      | 12               | 0             | 3       | [ 24 ] |
| 22 février 2024  | Nikola Jokić (4)      | Nuggets de Denver         | 21     | 19      | 15               | 1             | 0       | [ 25 ] |
| 7 novembre 2024  | Domantas Sabonis      | Kings de Sacramento       | 17     | 11      | 13               | 1             | 0       | [ 26 ] |
| 30 décembre 2024 | Russell Westbrook (2) | Nuggets de Denver         | 16     | 10      | 10               | 4             | 0       | [ 27 ] |

### Records

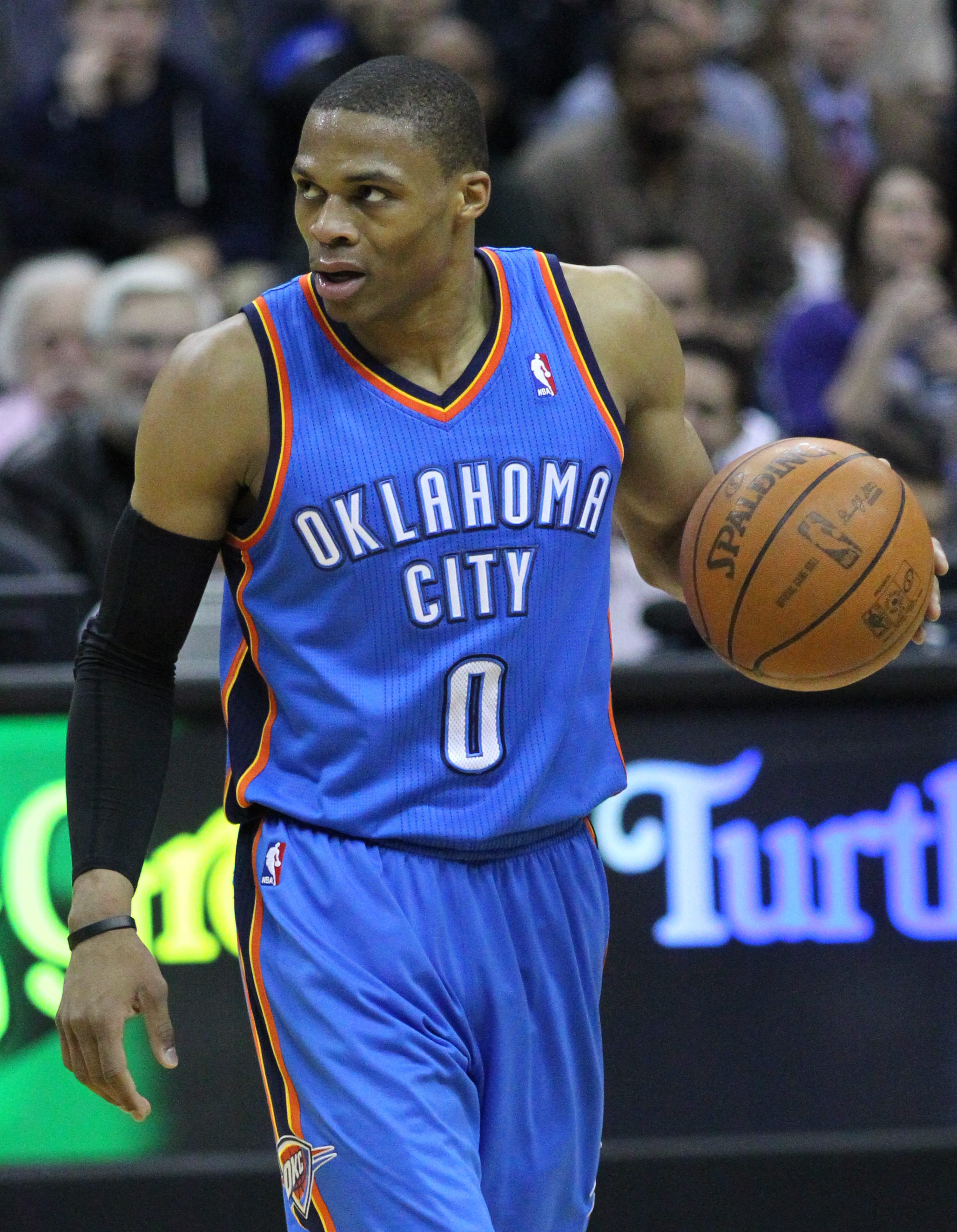
Russell Westbrook (ici en mars 2011), détenteur du record de triple-doubles en NBA.

Un triple-double est considéré comme une performance exceptionnelle. En NBA, ils ne sont pas répandus mais les meilleurs joueurs peuvent en réaliser plusieurs par saison (sur 82 matchs).
- Deux joueurs dans l'histoire de la NBA sont parvenus à dépasser les 40 triple-doubles en une seule saison de NBA régulière : Oscar Robertson, qui a réussi à atteindre une moyenne d'un triple-double sur une saison, durant la saison 1961-1962 avec 30,8 points, 12,5 rebonds, et 11,4 passes décisives par match. Toutefois Russell Westbrook du Thunder d'Oklahoma City[28] réussit un 42e triple-double le 9 avril 2017 pour dépasser ce record[29],[30].
- Le plus grand nombre de triple-doubles en Finales NBA est détenu par LeBron James, qui a réalisé la performance à 11 reprises[31].
- LeBron James est le seul joueur de l'histoire à avoir réussi l'exploit d'enregistrer un triple-double de moyenne au cours des Finales NBA, en 2017, avec 33,6 points, 12 rebonds et 10 passes décisives par match[32].
- Josh Giddey devient le plus jeune joueur à avoir réalisé un triple-double (à 19 ans et 84 jours) le 2 janvier 2022 dans une défaite face aux Mavericks de Dallas, dépassant LaMelo Ball de 56 jours, avec 17 points, 13 rebonds et 14 passes décisives[33].
- Le joueur le plus âgé à en avoir réussi un est Karl Malone, en 2003 alors qu'il est âgé de 40 ans et 127 jours, avec une performance de 10 points, 11 rebonds et 10 passes décisives[34].
- Seuls trois joueurs ont réalisé un double-triple-double (c'est-à-dire plus de 20 unités dans trois catégories différentes) dans l'histoire de la NBA :
  - Wilt Chamberlain lors d'une victoire 131-121 face aux Pistons de Détroit le 2 février 1968, enregistrant 22 points, 25 rebonds et 21 passes décisives[35].
  - Russell Westbrook lors d'une victoire 119-103 face aux Lakers de Los Angeles le 2 avril 2019, en marquant 20 points, prenant 20 rebonds et faisant 21 passes décisives[36].
  - Nikola Jokić lors d'une victoire 149-141 face Suns de Phoenix le 7 mars 2025, en marquant 31 points, prenant 21 rebond et faisant 22 passes décisives.

- Le triple-double le plus rapide de l'histoire a été réalisé par Nikola Jokić, le 15 février 2018, qui parvient à enregistrer son triple-double au bout de 14 minutes et 33 secondes de jeu[37].
- Le record de points dans un triple-double est détenu par Nikola Jokić, qui a inscrit 61 points le 1er avril 2025[38].
- Le record de passes décisives dans un triple-double est détenu par trois joueurs avec 24 passes décisives. Il s'agit d'Isiah Thomas, Rajon Rondo et Russell Westbrook[39],[40].
- Le record de rebonds dans un triple-double est détenu par Maurice Stokes et Wilt Chamberlain, qui ont pris 38 rebonds lors de la réalisation de leur triple-double. Chamberlain a réalisé cette performance à deux reprises.
- Le record d'interceptions dans un triple-double est détenu par Larry Kenon et Kendall Gill, qui partagent d'ailleurs le record d'interceptions sur un match NBA, avec 11 interceptions.
- Le record de contres dans un triple-double est détenu par Elmore Smith, qui a contré 17 ballons dans une performance associée à 12 points et 16 rebonds.
- Le 10 février 2017, Draymond Green réalise pour la première fois un triple-double à moins de 10 points avec 11 rebonds, 10 passes décisives et 10 interceptions (ainsi que 5 contres) mais seulement 4 points[41],[42].
- La plus longue série de triple-double consécutive a été réalisée par Russell Westbrook, qui a enregistré 11 triple-doubles consécutifs du 22 janvier au 14 février 2019[43].

### Triple-double par deux coéquipiers
Cette performance est réalisée à 15 reprises par deux coéquipiers au sein d'un même match, que ce soit en saison régulière ou playoffs (indiqué en italique).
| Date             | Équipe                   | Joueur              | Points | Rebonds | Passes | Coéquipier        | Points | Rebonds | Passes |
| ---------------- | ------------------------ | ------------------- | ------ | ------- | ------ | ----------------- | ------ | ------- | ------ |
| 18 janvier 1962  | Royals de Cincinnati     | Arlen Bockhorn (en) | 19     | 10      | 12     | Oscar Robertson   | 28     | 14      | 16     |
| 14 mars 1964     | Pistons de Détroit       | Donnie Butcher      | 19     | 15      | 15     | Ray Scott         | 23     | 20      | 11     |
| 12 mars 1969     | SuperSonics de Seattle   | Art Harris          | 14     | 10      | 10     | Lenny Wilkens     | 36     | 14      | 14     |
| 22 janvier 1982  | Lakers de Los Angeles    | Kareem Abdul-Jabbar | 19     | 10      | 10     | Magic Johnson     | 26     | 16      | 12     |
| 29 mars 1987     | Celtics de Boston        | Larry Bird          | 17     | 13      | 12     | Robert Parish     | 14     | 10      | 10     |
| 3 janvier 1989   | Bulls de Chicago         | Michael Jordan      | 41     | 11      | 10     | Scottie Pippen    | 15     | 12      | 10     |
| 7 avril 2007     | Nets du New Jersey       | Vince Carter        | 46     | 16      | 10     | Jason Kidd        | 10     | 16      | 18     |
| 15 décembre 2018 | Lakers de Los Angeles    | Lonzo Ball          | 16     | 10      | 10     | LeBron James      | 24     | 12      | 11     |
| 11 février 2019  | Thunder d'Oklahoma City  | Paul George         | 47     | 12      | 10     | Russell Westbrook | 21     | 14      | 11     |
| 20 mai 2019      | Warriors de Golden State | Stephen Curry       | 37     | 13      | 11     | Draymond Green    | 18     | 14      | 11     |
| 10 décembre 2019 | Heat de Miami            | Bam Adebayo         | 30     | 11      | 11     | Jimmy Butler      | 20     | 18      | 10     |
| 13 août 2020     | Grizzlies de Memphis     | Ja Morant           | 12     | 13      | 10     | Jonas Valančiūnas | 26     | 19      | 12     |
| 18 février 2021  | Heat de Miami            | Bam Adebayo         | 16     | 12      | 10     | Jimmy Butler      | 13     | 10      | 13     |
| 3 mars 2021      | Pistons de Détroit       | Mason Plumlee       | 14     | 11      | 10     | Dennis Smith Jr.  | 10     | 12      | 11     |
| 28 décembre 2021 | Lakers de Los Angeles    | LeBron James        | 32     | 11      | 11     | Russell Westbrook | 24     | 12      | 10     |
| 7 juin 2023,     | Nuggets de Denver        | Nikola Jokić        | 32     | 21      | 10     | Jamal Murray      | 34     | 10      | 10     |
| 30 décembre 2024 | Nuggets de Denver        | Nikola Jokić        | 36     | 22      | 11     | Russell Westbrook | 16     | 10      | 10     |
| 10 janvier 2025  | Nuggets de Denver        | Nikola Jokić        | 35     | 12      | 15     | Russell Westbrook | 25     | 11      | 10     |
| 25 mars 2025     | Knicks de New York       | Karl-Anthony Towns  | 26     | 12      | 11     | Josh Hart         | 16     | 12      | 11     |

## Triple-double en WNBA
Les triple-doubles sont beaucoup plus rares dans la WNBA par rapport à la NBA, déjà parce que les matchs sont plus courts dans le circuit féminin (40 minutes contre 48 chez les hommes). Il y a également moins d’équipes et moins de matchs dans une saison régulière (36 contre 82), et le style de jeu au sein de la WNBA est plus porté sur le collectif que d'exposer les joueurs stars. 
Au 22 septembre 2024, 42 triples doubles ont été enregistrés - 36 en saison régulière et six en playoffs..
Sheryl Swoopes est la première à réaliser performance, le 27 juillet 1999. Elle est également à le faire e saison régulière et en playoffs (lors du match 3 de la demi-finale de conférence 200).
Alyssa Thomas détient le record avec quinze triple doubles en carrière dont 11 en saison régulière. Avec son troisième triple-double le 23 juin 2022, Candace Parker est devenue la première joueuse à atteindre ce total, avec deux triples doubles sur la même saison. Sabrina Ionescu est la seule autre joueuse à en compter trois au 22 septembre 2024.
Alyssa Thomas a enregistré son troisième triple-double en playoffs, réalisant ainsi le premier triple-double en finale WNBA le 15 septembre 2022, contre les Aces de Las Vegas et son quatrième le match suivant le 18 septembre. Thomas a réalisé ses triple-doubles en carrière sur la seule saison 2022.
Caitlin Clark est la première débutante avec 19 points, 12 rebonds and 13 passes pour le Fever de l'Indiana le 6 juillet 2024.
Ce qui suit est une liste de tous les triple-doubles réalisés en WNBA, avec les triple-doubles en playoffs en italique. Les chiffres en gras indiquent la statistique pertinente au triple-double.
|  | Joueuse encore en activité                              |
|  | Intronisée au Naismith Memorial Basketball Hall of Fame |

| Joueuse              | Équipe                | Date              | Points | Rebonds | Passes | Interceptions | Contres |
| -------------------- | --------------------- | ----------------- | ------ | ------- | ------ | ------------- | ------- |
| Sheryl Swoopes       | Comets de Houston     | 27 juillet 1999   | 14     | 15      | 10     | 3             | 2       |
| Margo Dydek          | Starzz de l'Utah      | 7 juin 2001       | 12     | 11      | 3      | 3             | 10      |
| Lisa Leslie          | Sparks de Los Angeles | 9 septembre 2004  | 29     | 15      | 3      | 2             | 10      |
| Deanna Nolan         | Shock de Détroit      | 21 mai 2005       | 11     | 10      | 11     | 1             | 0       |
| Sheryl Swoopes       | Comets de Houston     | 3 septembre 2005  | 14     | 10      | 10     | 2             | 0       |
| Temeka Johnson       | Storm de Seattle      | 24 juillet 2014   | 13     | 10      | 11     | 1             | 0       |
| Candace Parker       | Sparks de Los Angeles | 28 juillet 2017   | 11     | 17      | 11     | 0             | 4       |
| Courtney Vandersloot | Sky de Chicago        | 20 juillet 2018   | 13     | 10      | 15     | 1             | 1       |
| Chelsea Gray         | Sparks de Los Angeles | 7 juillet 2019    | 13     | 10      | 13     | 0             | 0       |
| Sabrina Ionescu      | Liberty de New York   | 18 mai 2021       | 26     | 10      | 12     | 0             | 1       |
| Courtney Vandersloot | Sky de Chicago        | 28 septembre 2021 | 12     | 10      | 18     | 4             | 2       |
| Candace Parker       | Sky de Chicago        | 22 mai 2022       | 16     | 13      | 10     | 0             | 0       |
| Sabrina Ionescu      | Liberty de New York   | 12 juin 2022      | 27     | 13      | 12     | 0             | 0       |
| Candace Parker       | Sky de Chicago        | 23 juin 2022      | 10     | 14      | 10     | 1             | 2       |
| Moriah Jefferson     | Lynx du Minnesota     | 28 juin 2022      | 13     | 10      | 10     | 2             | 0       |
| Sabrina Ionescu      | Liberty de New York   | 6 juillet 2022    | 31     | 13      | 10     | 0             | 0       |
| Alyssa Thomas        | Sun du Connecticut    | 22 juillet 2022   | 15     | 10      | 12     | 3             | 0       |
| Alyssa Thomas        | Sun du Connecticut    | 2 août 2022       | 10     | 12      | 10     | 1             | 0       |
| Alyssa Thomas        | Sun du Connecticut    | 15 septembre 2022 | 16     | 15      | 11     | 2             | 1       |
| Alyssa Thomas        | Sun du Connecticut    | 18 septembre 2022 | 11     | 10      | 11     | 2             | 2       |
| Alyssa Thomas        | Sun du Connecticut    | 20 juin 2023      | 13     | 15      | 12     | 3             | 0       |
| Alyssa Thomas        | Sun du Connecticut    | 25 juin 2023      | 14     | 12      | 11     | 2             | 0       |
| Alyssa Thomas        | Sun du Connecticut    | 27 juin 2023      | 11     | 10      | 10     | 4             | 1       |
| Courtney Williams    | Sky de Chicago        | 30 juin 2023      | 12     | 11      | 13     | 1             | 0       |
| Satou Sabally        | Wings de Dallas       | 28 juillet 2023   | 14     | 11      | 10     | 0             | 1       |
| Alyssa Thomas        | Sun du Connecticut    | 30 juillet 2023   | 17     | 14      | 11     | 0             | 2       |
| Alyssa Thomas        | Sun du Connecticut    | 1er aout 2023     | 21     | 20      | 12     | 3             | 1       |
| Natasha Howard       | Wings de Dallas       | 4 aout 2023       | 28     | 12      | 11     | 2             | 0       |
| Chelsea Gray         | Aces de Las Vegas     | 18 aout 2023      | 22     | 11      | 11     | 3             | 0       |
| Alyssa Thomas        | Sun du Connecticut    | 5 septembre 2023  | 27     | 12      | 14     | 6             | 1       |
| Sug Sutton (en)      | Mercury de Phoenix    | 8 septembre 2023  | 18     | 11      | 11     | 2             | 0       |
| Courtney Williams    | Sky de Chicago        | 10 septembre 2023 | 23     | 16      | 13     | 2             | 0       |
| Alyssa Thomas        | Sun du Connecticut    | 1er octobre 2023  | 17     | 15      | 11     | 2             | 0       |
| Alyssa Thomas        | Sun du Connecticut    | 14 mai 2024       | 13     | 10      | 13     | 3             | 0       |
| Layshia Clarendon    | Sparks de Los Angeles | 15 mai 2024       | 11     | 10      | 10     | 2             | 0       |
| Alyssa Thomas        | Sun du Connecticut    | 4 juillet 2024    | 13     | 10      | 14     | 0             | 0       |
| Caitlin Clark        | Fever de l'Indiana    | 6 juillet 2024    | 19     | 12      | 13     | 2             | 0       |
| Tina Charles         | Dream d'Atlanta       | 29 aout 2024      | 19     | 17      | 10     | 4             | 1       |
| Caitlin Clark        | Fever de l'Indiana    | 4 septembre 2024  | 24     | 10      | 10     | 3             | 0       |
| Alyssa Thomas        | Sun du Connecticut    | 8 septembre 2024  | 12     | 10      | 11     | 2             | 1       |
| Alyssa Thomas        | Sun du Connecticut    | 22 septembre 2024 | 12     | 10      | 13     | 0             | 0       |

Deux triple-doubles ont été évoqués pour Brittney Griner (Mercury de Phoenix) face au Dream d'Atlanta le 3 juillet 2016 avec 27 points, 10 rebonds et 10 contres, et Angel McCoughtry (Dream d'Atlanta) face aux Wings de Dallas le 8 juillet 2016 avec 27 points, 10 rebonds et 10 passes décisives, mais une nouvelle vision de ces rencontres a conduit la WNBA à annuler ces performances, Brittney Griner n'ayant en fait réussi que 8 contres et Angel McCoughtry 9 passes. De même, celui de Layshia Clarendon (Dream d'Atlanta) face au Mercury de Phoenix le 25 juillet 2017 annoncé avec 15 points, 10 rebonds et 11 passes décisives est réévalué à 9 passes décisives.

## Triple-double enEuroligue
L'Euroligue est la compétition inter-club la plus relevée en Europe. Les rencontres se jouent sur 40 minutes et la défense y est plus fermée qu'en NBA. Les triple-doubles sont donc beaucoup plus rares. Toutefois, plusieurs joueurs ont réussi cette performance :
- Keith Williams (WKS Śląsk Wrocław) face au Dinamo Tbilissi lors de la saison 1992-1993 avec 30 points, 10 rebonds et 16 passes décisives.
- Vasily Karasev (CSKA Moscou) face à l'Olympiakós lors de la saison 1994-1995 avec 21 points, 10 rebonds et 10 passes décisives.
- Bill Edwards (PAOK) face à Cholet Basket lors de la saison 1999-2000 avec 24 points, 15 rebonds et 10 passes décisives.
- Derrick Phelps (ALBA Berlin) face à Iraklis lors de la saison 2000-2001 avec 11 points, 10 rebonds et 12 passes décisives.
- Nikola Vujčić (Maccabi Tel-Aviv) face au Prokom Trefl Sopot le 3 novembre 2005 avec 11 points, 12 rebonds et 11 passes décisives[76].
- Nikola Vujčić (Maccabi Tel-Aviv) face à Union Olimpija le 30 novembre 2006 avec 27 points, 10 rebonds et 10 passes décisives[76].
- Nick Calathes (Panathinaïkós) face au KK Buducnost Podgorica le 4 avril 2019 avec 11 points, 12 rebonds et 18 passes décisives[76].